# Adolfo Aguilar Zínser
Adolfo Aguilar Zínser (Ciudad de México, 2 de diciembre de 1949 - 5 de junio de 2005) fue un escritor, analista político, periodista, diplomático y político mexicano que se desempeñó como Comisionado del Consejo de Seguridad Nacional, de Orden, de Justicia y de Respeto de México durante la presidencia de Vicente Fox y como embajador de México ante las Naciones Unidas, fungiendo como presidente del Consejo de Seguridad de la ONU, durante la invasión de Estados Unidos a Irak, siendo Zinser opositor de aquella incursión militar.

## Biografía
Nacido en la Ciudad de México en una familia de clase alta, Adolfo Aguilar era el hijo de Adolfo Aguilar y Quevedo, abogado penalista y de Carmen Zínser, filántropa. Fue bisnieto de Miguel Ángel de Quevedo, El Apóstol del Árbol, considerado el primer ecologista en México.
Aguilar Zinser estudió Derecho en la Universidad Nacional Autónoma de México, y Relaciones Internacionales en El Colegio de México (1972-1975), además completó una maestría en Administración Pública e Internacionales de la Escuela Kennedy de la Universidad de Harvard, (1977-1978). A principios de los años setenta brevemente suscrito a la ideología marxista, dirigió el Centro de Luis Echeverría "Estudios Económicos y Sociales del Tercer Mundo".

## Trayectoria
Fue elegido miembro de la Cámara de Diputados, en representación del Partido de la Revolución Democrática (PRD) en 1994 y sirvió hasta 1997. De 1997 a 2000 fue senador independiente de la República Mexicana, tras postularse como plurinominal por el Partido Verde Ecologista de México con el acuerdo de deslindarse de él una vez que hubiera sido elegido. Adolfo Aguilar Zinser no fue miembro de ningún partido político.
Tras la elección de Vicente Fox a la Presidencia (en representación de una coalición del Partido Acción Nacional y el PVEM), el 2 de julio de 2000, Aguilar fue asesor del equipo de transición en los asuntos internacionales. Después de asumir el cargo, Fox nombró a Aguilar Zinser consejero de Seguridad Nacional.

## En la ONU
En enero de 2002, Fox lo designó representante permanente de México ante las Naciones Unidas. Su mandato coincidió con la elección de México al Consejo de Seguridad y, de conformidad con las normas de procedimiento del Consejo de Seguridad, se desempeñó como su presidente por dos períodos de un mes.

## Discurso en la Ibero
Tras un discurso ante estudiantes de la Universidad Iberoamericana de la Ciudad de México el 11 de noviembre de 2003, en el que Aguilar afirmó que la clase política e intelectual de los Estados Unidos considera a México como "un país cuya posición es la de un patio trasero" (patio trasero) y que Washington estaba interesado sólo en "una relación de conveniencia y subordinación" y "una aventura de fin de semana" (un noviazgo de fin de semana), el presidente Fox pidió su renuncia el 18 de noviembre. Dos días más tarde, Aguilar anunció su renuncia por escrito, y acusó a Fox de traición y sumisión a los intereses estadounidenses. Aguilar no vio nada controversial en su discurso, teniendo en cuenta que era una verdad "obvia e histórica", sin embargo, en los medios se dio a entender que Aguilar creía que México era el patio trasero de los Estados Unidos y fue por lo tanto indigno de representar al país en la ONU. El discurso sirvió de pretexto para despedirlo y aplacar a los Estados Unidos, a pesar de que México no dio a los Estados Unidos lo que quería: el apoyo a la invasión de Irak en 2003.
Después de salir de la ONU, Aguilar recibió un título honorario de la Universidad Ricardo Palma (Perú) y organizó una corriente asuntos programa semanal en la televisión. 

## Muerte
Murió en un accidente de tráfico cerca de su chalet de verano en Tepoztlán, Morelos, el 5 de junio de 2005, a la edad de 55 años.

## Episodio BBC
En el período previo al quinto aniversario de la guerra de Irak fue el tema de un episodio de la serie de la BBC 10 días a la guerra, en la que fue interpretado por Tom Conti.

| Predecesor: Jorge Eduardo Navarrete López | Embajador de México ante Naciones Unidas 2002 - 2003 | Sucesor: Enrique Berruga Filloy |